# Johann Ritter von Baillou

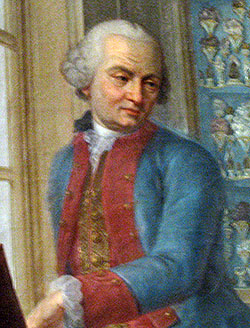
Johann Ritter von Baillou

Johann Ritter von Baillou (* 1684 in Frankreich, Flandern oder Lothringen; † 23. November 1758 in Wien; französische Schreibweisen u. a. Jean Chevallier de Baillou, Jean Baillieul; italienische Schreibweisen u. a. cavaliere Giovanni De Baillou, Giovanni Baillieul) war ein bedeutender Naturaliensammler des Spätbarock. Seine Privatsammlung bildete den Grundstock für das neu gegründete Hof-Naturalien-Cabinet, das heutige Naturhistorische Museum in Wien, dessen erster Direktor er wurde.

## Leben
Johann von Baillou studierte Mathematik und Naturwissenschaften und ging wohl 1718 nach Italien an den Hof des Francesco Farnese in Parma. Dort wurde der Gelehrte bald Hofarchitekt und führender Mitgestalter des Schlossparkes von Colorno, dann Generalkommissär und 1725 Oberstleutnant der Artillerie in der Armee des Herzogs. Antonio Farnese, der Bruder und Nachfolger von Herzog Francesco, verlieh Johann von Baillou den Rang eines Ritters.
1731 wechselte Johann Ritter von Baillou von Parma nach Florenz ins Herzogtum Toskana an den Hof des Gian Gastone de’ Medici und wurde dort 1735 Direktor der Uffizien und 1736 Generaldirektor aller Festungen, Gebäude, Gärten und Bergwerke der Toskana. Seine Leidenschaft waren jedoch die Naturwissenschaften und das Sammeln von Mineralien, versteinerten Lebewesen und botanischer Objekte. Über die Jahre trug er über 30.000 Fossilien, Muscheln, kostbare Korallen und Schnecken sowie seltene Pflanzen zusammen, die noch ganz im Sinne der von barocken Vorstellungen geprägten frühen Zeit der Aufklärung eine Kollektion der „Seltsamkeiten der Natur“ darstellten. Daneben hielt er Vorträge über Isaac Newton und führte vor Publikum magnetischen Experimente vor. 1715 wurde er korrespondierendes Mitglied der Académie royale des sciences in Paris.
1737 starb der letzte Medici-Herzog der Toskana und Franz Stephan von Lothringen, Gatte von Maria Theresia von Österreich, wurde dessen Nachfolger. Dieser war ebenfalls sehr an naturwissenschaftlichen Dingen interessiert und so wurde er schnell auf die Sammlung Baillous aufmerksam, die damals eine der großartigsten in Europa war. Wohl im Herbst 1749 kaufte der nunmehrige Kaiser Franz Stephan diesem die Sammlung für 40.000 Scudi ab und ließ sie im Sommer auf Mauleseln über Innsbruck und dann per Schiff auf Inn und Donau nach Wien bringen. Johann Ritter von Baillou konnte sich jedoch nur schwer von seiner geliebten Objekten trennen, verließ deshalb die Toskana und reiste selbst nach Wien, wo er von Franz Stephan zum Verwalter der nun kaiserlichen Privatsammlung ernannt wurde. Diese war zunächst im Leopoldinischen Trakt der Wiener Hofburg untergebracht und wurde dann in einen Saal des Augustiner-Trakts der Hofbibliothek (heute Österreichische Nationalbibliothek) verlegt. Die Privatsammlung Franz Stephans wurde daraufhin zum Hof-Naturalien-Cabinet umgewandelt und Baillou wurde dessen erster Direktor. Er ließ sich vertraglich zusichern, dass diese Stelle stets dem ältesten Sohn seiner Familie zustehen soll. Daneben wurde er Mitglied der 1746 in Olmütz gegründeten Gelehrtengesellschaft Societas incognitorum.
1751 unternahm Baillou gemeinsam mit dem jesuitischen Astronomen Joseph Franz (1704–1776) ein kurioses Experiment. Mit Hilfe eines Brennspiegels versuchten sie mehrere kleinere Diamanten zu einem großen zusammen zu schmelzen. Dabei entdeckten sie erstmals (?) die spurenlose Verbrennung von Diamant. Die angekohlten Reste dieses kostspieligen Experiments sind noch heute im Naturhistorischen Museum zu besichtigen.
Johann Ritter von Baillou starb 1758 in der Habsburgergasse 7 in Wien und tatsächlich wurde sein 1731 in Florenz geborener Sohn Ludwig Balthasar Baillou zu seinem Nachfolger ernannt. Dieser verzichtete jedoch später auf das Amt. Nach dem Tod Franz Stephans beschloss Maria Theresia 1766 aus der kaiserlichen Sammlung ganz im Sinne der Aufklärung ein öffentlich zugängliches Museum zu machen, wodurch das heutige Naturhistorische Museum entstand.
In der Stiegenhalle des Museums hängt heute ein Gemälde, das Kaiser Franz Stephan mit seinen Hofgelehrten zeigt, darunter Johann Ritter von Baillou, abgebildet in einer Artilleristenunifom. Nachkommen der Familie Baillou leben noch heute in der Bundesrepublik Deutschland, Österreich, Schweden und den Vereinigten Staaten von Amerika.